# Буялык
Буялык (укр. Буялик; до 2024 года — Петровка) — посёлок городского типа в Ивановском районе Одесской области Украины.

## История
Нынешняя Петровка основана в 1927 году выходцами из близлежащего болгарского села Большой Буялык (Голям Буялык). При этом, ещё в 1923 году местные коммунисты переименовали Большой Буялык в Благоево: в честь болгарского коммуниста Димитра Благоева, а также — «в знак моральной поддержки участников антифашистского восстания 1923 года» в Болгарском Царстве. В 1927 году новому посёлку дано было старое имя: Большой Буялык (Голям Буялык, Великий Буялык), что породило некоторую топонимическую путаницу. Впрочем, то могла быть попытка сохранить прежнее имя села.
В ходе Великой Отечественной войны в 1941—1944 годы село находилось под немецко-румынской оккупацией.
В 1957 году Большой Буялык-II был переименован в Петровку.
В 1989 году численность населения составляла 5320 человек.
На 1 января 2013 года численность населения составляла 4699 человек.
в Одесской области: посёлок Петровка Березовского района переименовали на посёлок Буялык
Книги, которые содержат метрические записи, о бракосочетании и о смерти, до 2011 года находились в архиве ПГТ Ивановка (Одесская область). С 2011 года они перенесены в Одесский областной архив (ул. Пироговская, 29)
- с. Буялик (бывш. Петровка) книги: 1863-66, 1868, 1884, 1888, 1895, 1900, 1902 гг.